# Lorán Barnabás
Lorán Barnabás, becenevén Trabarna (Budapest, 1976. április 2.) magyar humorista, a belső égésű motorok hangjának utánzója. Különösen kedveli az egykori KGST tagállamaiban gyártott járműveket.

## Pályája
Majdnem egy évtizedig evezett a római-parti Külker Evezős Klubban. Pályafutása során 1996-tól nyolc évig szállítmányozóként, majd két évig a távközlési iparban is dolgozott. Ezután másfél évet töltött el egy magyar informatikai fejlesztő és gyártó cégnél. 2002-ben megnyerte a Sláger Rádió trabanthangutánzó versenyét, egy évvel később a Fábry Show-ban is szerepelt. 2006-ban a Magyar Rádió 5. Humorfesztiváljának egyik nyertese volt. Gyakorta láthatják a nézők az Esti Showderben, illetve a Showder Klubban, állandó tagja a Godot Dumaszínháznak.

## Családja
Nős, két gyermek édesapja. Feleségét 2000-ben ismerte meg, 2004-ben házasodtak össze. 2006-ban született Samu, 2008-ban pedig Dani fiuk.